# Jessica January
Jessica January (ur. 14 stycznia 1995 w Richfield) – amerykańska koszykarka grająca na pozycji rozgrywającej.
W 2018 zaliczyła obóz szkoleniowy z Connecticut Sun.
19 marca 2020 podpisała umowę z Indianą Fever na okres obozu przedsezonowego.
26 sierpnia 2020 dołączyła do CTL Zagłębia Sosnowiec.
Przed sezonem 2024/2025 zawodniczka dołączyła do drużyny Enea AZS Poznań. Ze względu na kontuzję w pierwszych 4 kolejkach sezonu była zastępowana przez Britney Jones. Po trzech meczach problemy zdrowotne dały o sobie ponownie znać. 15 grudnia 2024 klub poinformował o rozwiązaniu kontraktu. 

## Osiągni/ęcia
Stan na 11 marca 2024, na podstawie, o ile nie zaznaczono inaczej.
NCAA
- Uczestniczka rozgrywek:
  - Sweet 16 turnieju NCAA (2014, 2016)
  - II rundy turnieju NCAA (2014–2017)
- Mistrzyni:
  - turnieju konferencji Big East (2014, 2015)
  - sezonu regularnego Big East (2014–2017)
- MVP turnieju Maggie Dixon Classic (2016)
- Laureatka:
  - Shirley Becker Academic Award (2014–2017)
  - Cookie Gavin Courage Award (2017)
  - I-AAA Scholar Athlete of the Year (2016)
- Zaliczona do:
  - I składu:
    - Big East (2017)
    - CoSIDA Academic All-America (2017)
    - turnieju:
      - Big East (2017)
      - Gulf Coast Showcase (2016)
      - NCAA All-Dallas Regional (2016)

    - najlepszych pierwszorocznych zawodniczek Big East (2014)

  - II składu Big East (2016)
  - III składu CoSIDA Academic All-America (2016)
  - honorable mention Big East (2015)

Drużynowe
- Wicemistrzyni Słowacji (2020)[7]
- Finalistka Pucharu Słowacji (2020)[7]

Indywidualne
(* – nagrody przyznane przez portal eurobasket.com)
- Defensywna zawodniczka roku ligi słowackiej (2020)*[7]
- MVP kolejki EBLK (1 – 2021/2022, 6 – 2022/2023)[8][9]
- Zaliczona do I składu:
  - EBLK (2022)[10]
  - ligi słowackiej (2020)*[7]
  - kolejki EBLK (9, 10, 19, 20 – 2021/2022, 6 – 2022/2023)[11][12][13][14][15]
- Liderka:
  - EBLK w[16]:
    - średniej punktów (2022 – 19,85)
    - asystach (2023 – 9)
    - przechwytach (2022 – 2,65, 2024 – 2,46)

  - ligi słowackiej w przechwytach (2020)[7]